# Merozoíto
Merozoíto é um estágio do Plasmodium, causador da malária.
Ele é o produto da reprodução dos esporozoítos no fígado humano. Esses merozoítos que vão atacar as hemácias e se reproduzirão, provocando a lise do glóbulo vermelho caracterizando os intervalos de febre e calafrio típicos da malária.
O processo de transformação de Esporozoítos para Merozoítos é chamado de Esquizogonia.